# Ciro Contini
Ciro Contini (* 25. Februar 1873 in Ferrara; † 6. April 1952 in Los Angeles) war ein italienischer Ingenieur und Architekt.

## Leben

### In Ferrara

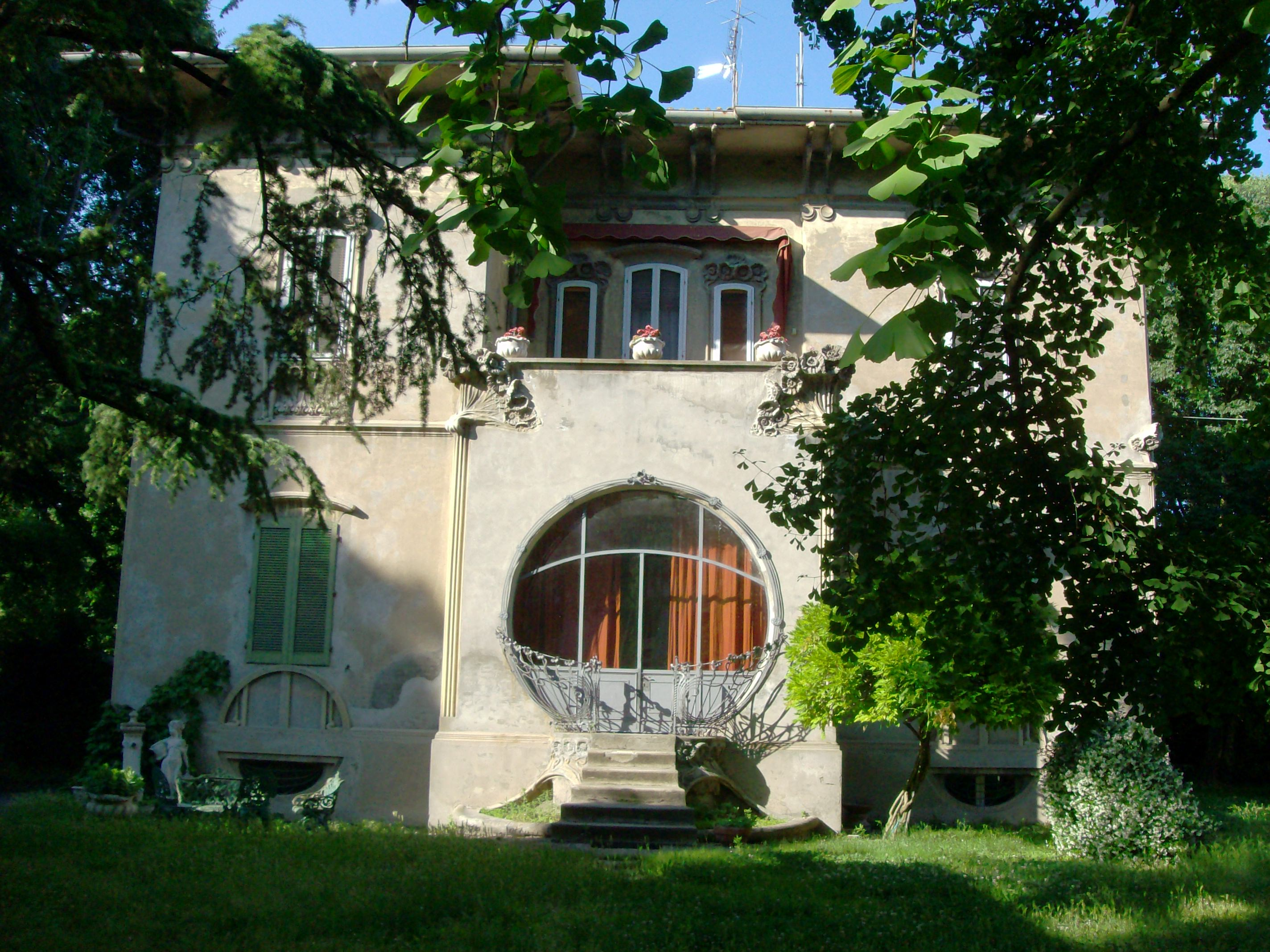
Villa Melchiorri, in der Viale Cavour 184 in Ferrara, eine der von Ciro Contini entworfenen Villen

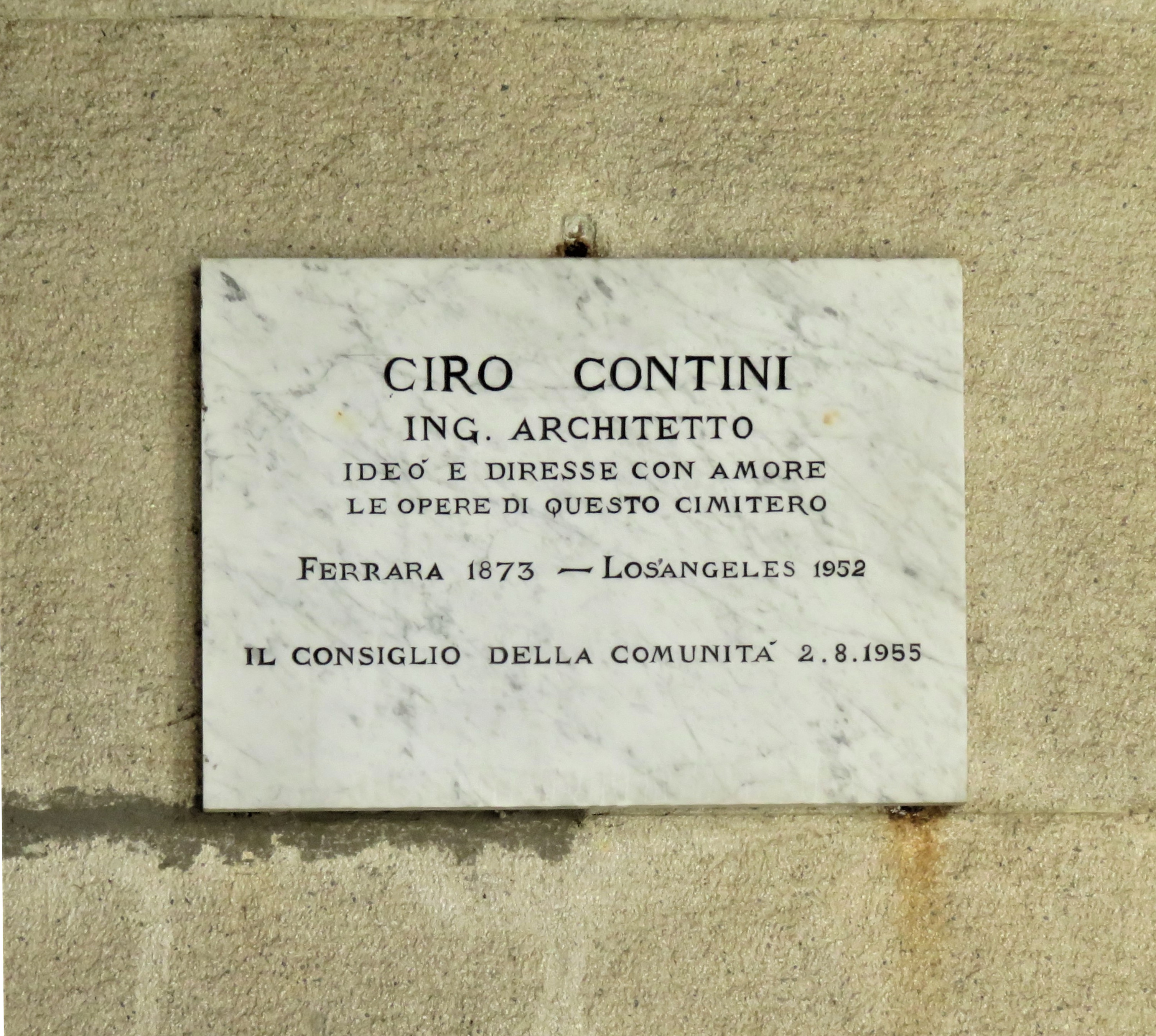
Gedenktafel für Ciro Contini auf dem jüdischen Friedhof

1895 schloss er sein Studium des Bauingenieurwesens an der R. Scuola di Applicazione per Ingegneri in Bologna ab. Er begann seine berufliche Laufbahn in Ferrara, wo er unter anderem mehrere Jugendstilvillen entwarf: Villa Melchiorri (1904), Villa Amalia di Santini-Lega (1905), Villa Finotti und Villa Silvio Santini (1907, letztere wurde später abgerissen, um dem Condominio Monteleone Platz zu machen). Zu seinen ersten Arbeiten gehörten 1897 der Bau der Eisenbahnbrücke über den Reno in Poggio Renatico und zwei Jahre später die Errichtung der Laneria Hirsch in der Via Fondobanchetto; im selben Jahr wurde ihm die „sezessionistische“ Gestaltung der Via Aldighieri zugeschrieben, deren innere Pavillons von Barbantini entworfen wurden.
Im Jahr 1900 war er mit verschiedenen Projekten beschäftigt: Er gewann den von Benvenuto Tisi im Rahmen einer Kunstausstellung im Palazzo dei Diamanti ausgeschriebenen Wettbewerb zum Thema Entwurf eines zu errichtenden Gebäudes in der Viale Cavour auf dem städtischen Grundstück Spagnarone und wurde in Ferrara Vertreter der Firmen Visetti aus Turin und Fiorini aus Bologna. In der Zwischenzeit arbeitete er an der Zollschranke Porta Reno und an der Renovierung eines Gebäudes zwischen Largo Castello und der Via Borgoleoni, das er in das Konzert-Café Eden umwandelte, wo er im hinteren Teil sein eigenes technisches Büro einrichtete.
Im darauffolgenden Jahr leitete er die Arbeiten an dem von Duprà entworfenen Palazzo dei Bagni Pubblici in der Viale Cavour, im Gebiet der Orsoline-Gärten, während er 1903 Inspektor der Certosa war. 1907 baute er einen dreistöckigen Komplex zwischen der Viale Cavour und der Via Ariosto und wurde 1909 dem Technischen Büro zur Untersuchung des dekorativen Bereich des neuen Wasserwerks von Codigoro zugeteilt. Anlässlich der Ausstellung Esposizione del Consorzio delle Bonifiche (auch Mostra delle Bonifiche genannt) im Frühjahr 1910 realisierte er auf der Piazza d’Armi einige temporäre Jugendstilpavillons, die von Arrigo Minerbi dekoriert wurden.
1911 heiratete er in Turin Regina Malvano und wurde sowohl mit der Restaurierung des jüdischen Friedhofs in der Via delle Vigne, einschließlich der Gestaltung des Portals, als auch mit der Ausarbeitung des neuen Flächennutzungsplanes beauftragt. Gemeinsam mit Antonio Mazza arbeitete er auch an einem neuen Theater und einer prächtigen Galerie, welche die Via Garibaldi mit der Via Cortevecchia verbinden sollte.
Die als Addizione Contini bezeichnete städtebauliche Studie umfasste auch ein Projekt für das Gebiet des künftigen Rione Giardino (1920). 1913 entwarf er das Postamt im Palazzo Costabili und die Handelskammer im Bastardini-Gebäude in der Via Bersaglieri del Po sowie den ersten Entwurf für ein neues Einkaufszentrum. Für Ferrara baute er auch drei Grundschulen in Codrea, Cona und Marrara.
Die Stadt der Este wurde er von der kultivierten jüdischen Bourgeoisie Ferraras bevorzugt, für die er Fabriken, Geschäfte und Grabmäler errichtete. Unter anderem für die Familien Hirsch, Ancona und Pesaro auf dem Friedhof in der Via delle Vigne.

### Rom und Los Angeles
1917 zog er nach Rom, wo er als Techniker für das Istituto Cooperativo delle Case degli Impiegati dello Stato und als Berater der Banca Monte dei Paschi für Immobiliengeschäfte tätig war. Als Jude musste er 1941, als die Verfolgung infolge des Inkrafttretens der Rassengesetze zunahm, in die Vereinigten Staaten fliehen.
Er starb 1952 in Los Angeles.